# Radenov
Radenov (deutsch Rodenau) ist ein Ortsteil der Gemeinde Blatno in Tschechien.

## Geographie
Radenov liegt neun Kilometer nordwestlich des Stadtzentrums von Chomutov am Kamm des sächsisch-böhmischen Erzgebirges. Nördlich erheben sich der Na Sychrové (806 m) und der Mezihořský vrch (Beerhübel, 916 m), im Südwesten der Nad Vodárnou (768 m) und im Nordwesten der Na Výhledech (Schaarberg, 847 m) und Kamenná hůrka (Steinhübel; 878 m). Nordwestlich entspringt an der Uppilawiese die Bílina. Das Dorf liegt zwischen zwei Bächen, die der Bílina bzw. dem Malá voda zufließen. Südöstlich liegen die Reste der Burg Neustein (Najštejn) und darunter die Talsperre Jirkov. Im Südwesten befindet sich in den Wäldern die Talsperre Kamenička.
Nachbarorte sind Zákoutí und Mezihoří im Norden, Orasín im Nordosten, Telš im Osten, Květnov im Südosten, Blatno im Süden, Bečov und das erloschene Menhartice im Südwesten sowie Nový Dům und Jindřichova Ves im Nordwesten.

## Geschichte
Die erste schriftliche Erwähnung des zur Kommende Platten des Deutschritterordens gehörigen Dorfes Radechov erfolgte im Jahre 1359. Der Ort entstand an einer Passstraße, die zwischen der Kamenná hůrka und dem Mezihořský vrch hindurch von Komotau nach Sachsen führte. Später wurde das Dorf als Rodigau und Rodenau bezeichnet. Nach längeren Streitigkeiten mit der Böhmischen Krone nutzte Wenzel IV. 1410 nach der Schlacht bei Tannenberg die Schwäche des Ordens und konfiszierte dessen Besitz. 1411 verwies Wenzel den Orden des Landes. Nachfolgend wurde das Dorf Teil der Herrschaft Komotau. Zu Beginn des 17. Jahrhunderts wurde Rodenau zusammen mit Platten an die Herrschaft Rothenhaus angeschlossen. Im Jahre 1651 lebten in dem Dorf 61 Menschen. 1655 bestand Rodenau aus 13 Häusern. Zu dieser Zeit bestand wahrscheinlich auch eine Mühle, sie ist jedoch erst seit 1757 schriftlich belegt. Bis 1843 war das Dorf auf 19 Häuser einschließlich einer Schenke angewachsen und hatte 52 Einwohner. Schul- und Pfarrort war Platten.
Nach der Aufhebung der Patrimonialherrschaften bildete Rodenau ab 1850 einen Ortsteil der politischen Gemeinde Platten im Gerichtsbezirk Görkau bzw. im Bezirk Komotau. 1879 entstand die Gemeinde Rodenau. Im Jahre 1892 wurde die Kapelle Mariä Verkündigung geweiht, sie wurde in der zweiten Hälfte des 20. Jahrhunderts abgerissen. Die Bewohner des Dorfes lebten von der Viehzucht und der Landwirtschaft, die wegen der rauen klimatischen Verhältnisse am Erzgebirgskamm wenig ertragreich war. Westlich des Dorfes wurde in einem Steinbruch Quarz abgebaut. In Heimarbeit wurde Spitzenklöppelei und Gorlnäherei betrieben. Entlang der Straße von Komotau nach Kallich wurde Rodenau in zwei Ortslagen unterschieden. Westlich lag am gleichnamigen Wald Schönwald und gegen Osten das kleinere Zauthe. 1930 lebten in den 26 Häusern von Rodenau 109 Menschen. Nach dem Münchner Abkommen wurde die Gemeinde 1938 dem Deutschen Reich zugeschlagen und gehörte bis 1945 zum Landkreis Komotau. 1939 hatte die Gemeinde 99 Einwohner. Nach dem Ende des Zweiten Weltkrieges kam Radenov zur Tschechoslowakei zurück und die deutschen Bewohner wurden vertrieben. Seit 1947 wurden die allgemeine Verwaltung für das Dorf von Blatno aus wahrgenommen. Am 29. November 1950 wurde der örtliche Nationalausschuss aufgehoben und Radenov nach Blatno eingemeindet. Die meisten der Häuser des Dorfes werden heute als Ferienhäuser genutzt. Im Jahre 2001 bestand das Dorf aus 13 Wohnhäusern, in denen 30 Menschen lebten.
Zindelbaude
Nach dem Tode seiner Eltern übernahm der Maler Gustav Zindel mit seiner Frau und seinen beiden von ihm versorgten Brüder 1926 die 9 ha große väterliche Landwirtschaft. Er kaufte 1929 noch die benachbarte ehemalige Schenke hinzu und errichtete darin das Gasthaus Zindelbaude und sein Atelier. Die Bauarbeiten wurden vom Baumeister Franz Unger aus Komotau geleitet, die Ausgestaltung übernahm Zindel selber zusammen mit dem Dekorationsmaler Albrecht Zein. 1931 wurde die Zindelbaude eröffnet und wurde zu einer beliebten Ausflugsgaststätte des mittleren Erzgebirges. Sie schloss nach dem Ende des Zweiten Weltkrieges, als der Maler mit seiner Frau und den sechs Kindern am 24. September 1945 nach Olešná zwangsdeportiert wurde. Im Jahre 1946 wurden die Bilder Zindels aus dem verlassenen Atelier und der Baude mit einem LKW aus Jirkov abtransportiert und verschwanden spurlos.

## Entwicklung der Einwohnerzahl
| Jahr | Einwohnerzahl |
| ---- | ------------- |
| 1869 | 124           |
| 1880 | 139           |
| 1890 | 136           |
| 1900 | 147           |
| 1910 | 125           |

| Jahr | Einwohnerzahl |
| ---- | ------------- |
| 1921 | 124           |
| 1930 | 109           |
| 1950 | 32            |
| 1961 | 50            |
| 1970 | 41            |

| Jahr | Einwohnerzahl |
| ---- | ------------- |
| 1980 | 29            |
| 1991 | 17            |
| 2001 | 30            |
| 2011 | 46            |

## Sehenswürdigkeiten
- Talsperre Kamenička, südwestlich des Dorfes
- Talsperre Jirkov, südöstlich des Dorfes
- Reste der Burg Neustein (Najštejn), südöstlich über der Talsperre
- Wassermühle, am Weg nach Květnov

## Söhne und Töchter des Ortes
- Gustav Zindel (1883–1959), Maler des Erzgebirges[3]